# Monts-sur-Guesnes
Pour les articles homonymes, voir Monts.
Monts-sur-Guesnes est une commune du Centre-Ouest de la France, située dans le département de la Vienne en région Nouvelle-Aquitaine.

## Géographie

### Localisation
Le village est situé à 16 km au sud-est de Loudun, à 18 km au nord-ouest de Lencloître, et à 18 km au nord-est de Mirebeau dans le pays loudunais.
Jusqu'à la Révolution Monts-sur-Guesnes est situé en Anjou et dépend également de la généralité de Touraine : carte de l'ancienne province d'Anjou

### Géologie et relief
La forêt de Scévolles est un massif forestier de 5 000 hectares. Son nom évoque un grand poète français du XVIe siècle, Scévole de Sainte-Marthe, issu d'une illustre famille loudunaise. Il fut l'ami intime de Ronsard, fut reçu avec Renaudot et bien d'autres dans son salon littéraire à Loudun. Le massif forestier s'étend sur les sables du Cénomanien. Chênes et noisetiers y côtoient robiniers et pins. De nombreux animaux y trouvent refuge : cerfs, chevreuils, sangliers, renards, blaireaux, fouines...
Les espaces boisés contribuent à assurer des fonctions de production (bois d’œuvre mais aussi bois énergie), de protection (espèces, qualité des eaux) et sociales (accueil du public). Les forêts les plus anciennes ou implantées dans des conditions écologiques particulières (pentes, bords de cours d'eau, etc.) abritent en général la biodiversité la plus forte. Mais, au cours de l’histoire, pour répondre aux besoins d'une population rurale importante, la forêt poitevine a été intensément défrichée et surexploitée jusqu’à la révolution industrielle. Environ la moitié des forêts actuelles du Poitou n'existait pas il y a 200 ans.

### Communes limitrophes
|         | Dercé             | Prinçay          |
| Guesnes | Monts-sur-Guesnes |                  |
|         | Verrue            | Saires Berthegon |

### Climat
Pour des articles plus généraux, voir Climat de la Nouvelle-Aquitaine et Climat de la Vienne.
Historiquement, la commune est exposée à un climat océanique du nord-ouest.  
En 2020, Météo-France publie une typologie des climats de la France métropolitaine dans laquelle la commune est exposée à un climat océanique altéré et est dans une zone de transition entre les régions climatiques « Moyenne vallée de la Loire » et « Poitou-Charentes ».
Pour la période 1971-2000, la température annuelle moyenne est de 12 °C, avec une amplitude thermique annuelle de 14,7 °C. Le cumul annuel moyen de précipitations est de 675 mm, avec 10,3 jours de précipitations en janvier et 6,6 jours en juillet. Pour l'avenir, les paramètres climatiques de la commune estimés pour 2050 selon différents scénarios d’émission de gaz à effet de serre sont consultables sur un site dédié publié par Météo-France en novembre 2022.

## Urbanisme

### Typologie
Au 1er janvier 2024, Monts-sur-Guesnes est catégorisée commune rurale à habitat dispersé, selon la nouvelle grille communale de densité à sept niveaux définie par l'Insee en 2022.
Elle est située hors unité urbaine. Par ailleurs la commune fait partie de l'aire d'attraction de Loudun, dont elle est une commune de la couronne,. Cette aire, qui regroupe 25 communes, est catégorisée dans les aires de moins de 50 000 habitants,.

### Occupation des sols
L'occupation des sols de la commune, telle qu'elle ressort de la base de données européenne d’occupation biophysique des sols Corine Land Cover (CLC), est marquée par l'importance des territoires agricoles (55,4 % en 2018), une proportion sensiblement équivalente à celle de 1990 (54,6 %). La répartition détaillée en 2018 est la suivante : 
forêts (38,3 %), zones agricoles hétérogènes (26,8 %), terres arables (24,6 %), zones urbanisées (6 %), prairies (3,9 %), espaces verts artificialisés, non agricoles (0,3 %). L'évolution de l’occupation des sols de la commune et de ses infrastructures peut être observée sur les différentes représentations cartographiques du territoire : la carte de Cassini (XVIIIe siècle), la carte d'état-major (1820-1866) et les cartes ou photos aériennes de l'IGN pour la période actuelle (1950 à aujourd'hui).

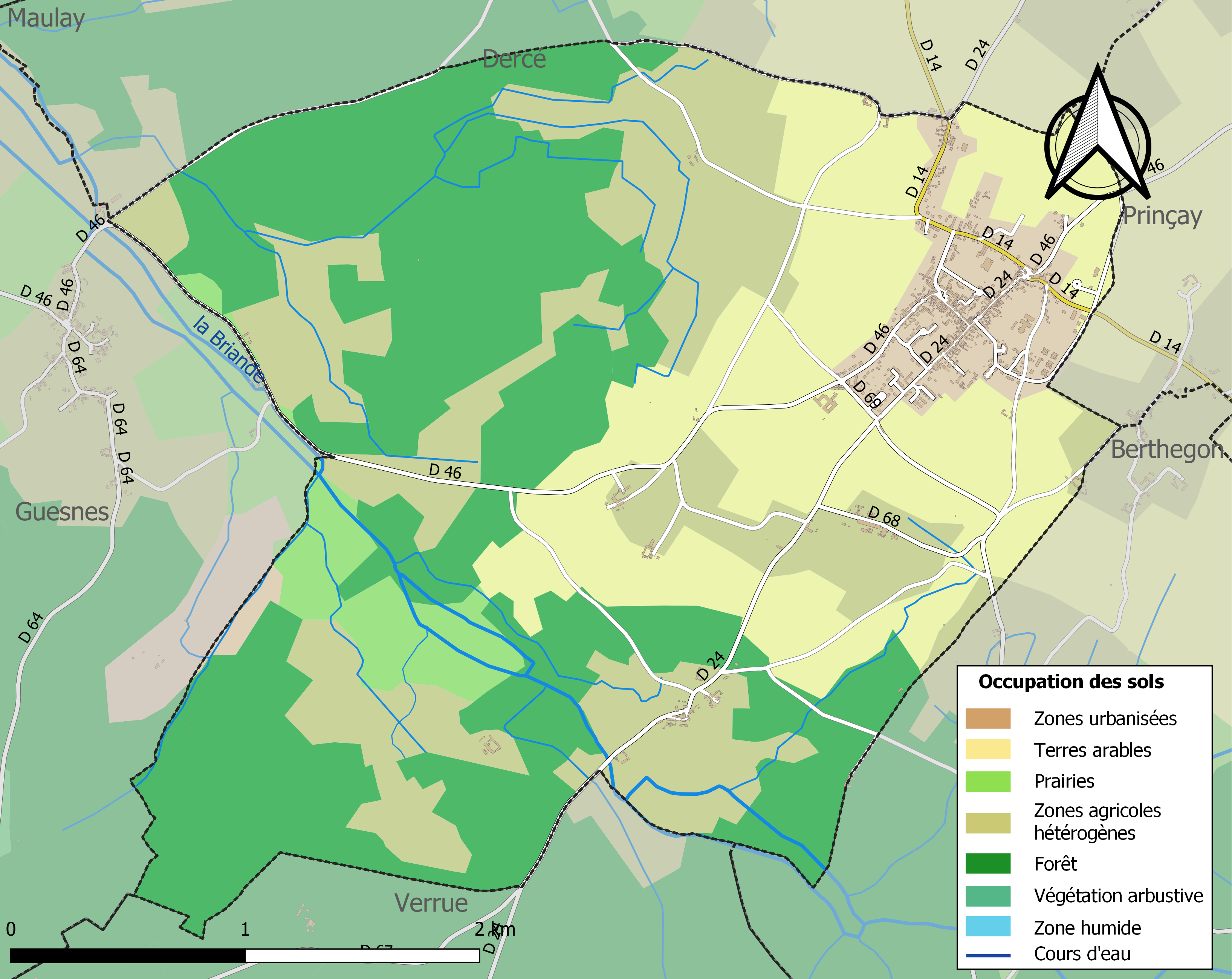
Carte des infrastructures et de l'occupation des sols de la commune en 2018 (CLC).

### Risques majeurs
Le territoire de la commune de Monts-sur-Guesnes est vulnérable à différents aléas naturels : météorologiques (tempête, orage, neige, grand froid, canicule ou sécheresse), mouvements de terrains et séisme (sismicité modérée). Il est également exposé à un risque technologique,  le transport de matières dangereuses. Un site publié par le BRGM permet d'évaluer simplement et rapidement les risques d'un bien localisé soit par son adresse soit par le numéro de sa parcelle.

#### Risques naturels

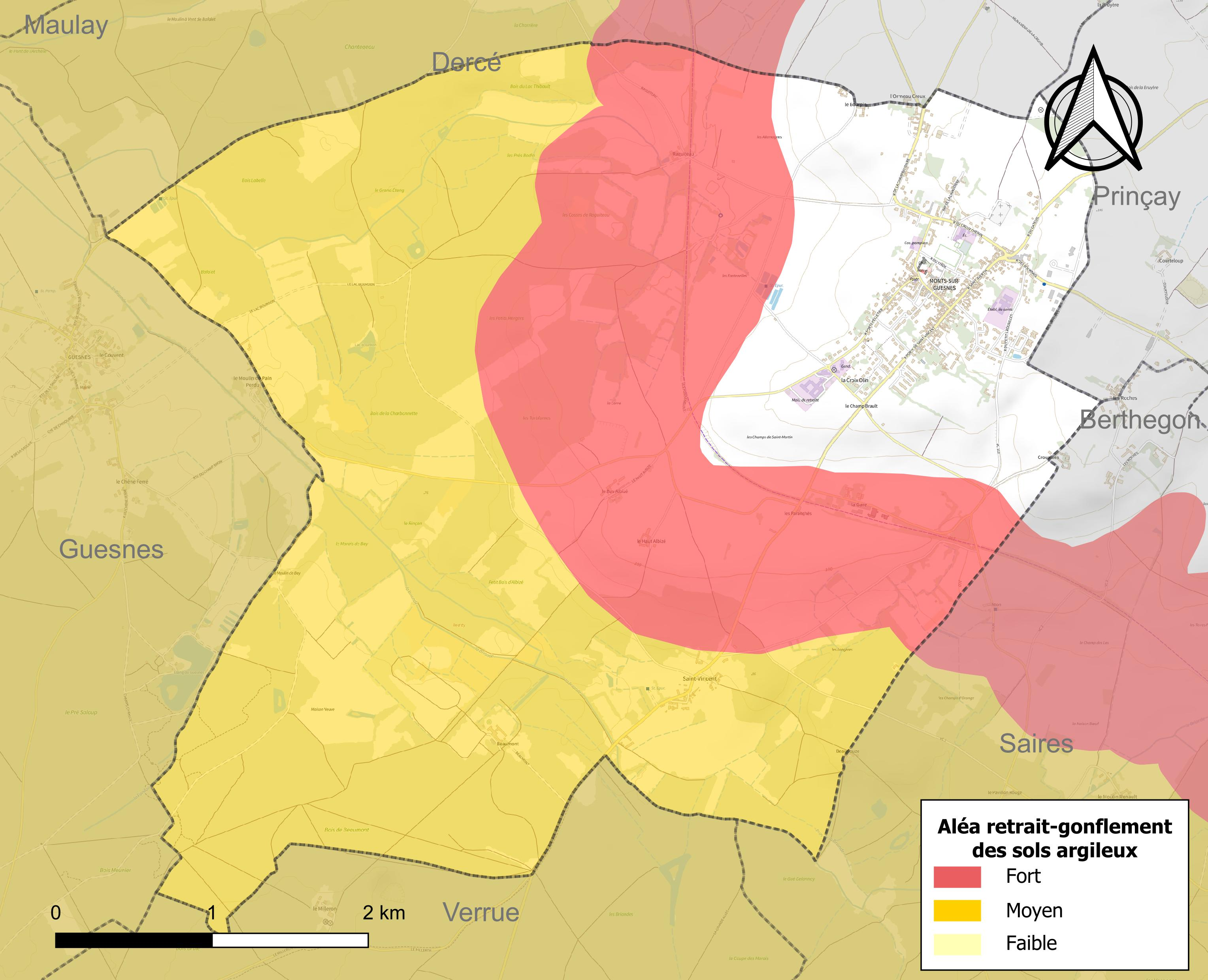
Carte des zones d'aléa retrait-gonflement des sols argileux de Monts-sur-Guesnes.

Les mouvements de terrains susceptibles de se produire sur la commune sont des affaissements et effondrements liés aux cavités souterraines (hors mines) et des tassements différentiels. Afin de mieux appréhender le risque d’affaissement de terrain, un inventaire national permet de localiser les éventuelles cavités souterraines sur la commune. Le retrait-gonflement des sols argileux est susceptible d'engendrer des dommages importants aux bâtiments en cas d’alternance de périodes de sécheresse et de pluie. 79,8 % de la superficie communale est en aléa moyen ou fort (79,5 % au niveau départemental et 48,5 % au niveau national). Depuis le 1er octobre 2020, en application de la loi ÉLAN, différentes contraintes s'imposent aux vendeurs, maîtres d'ouvrages ou constructeurs de biens situés dans une zone classée en aléa moyen ou fort,.
La commune a été reconnue en état de catastrophe naturelle au titre des dommages causés par les inondations et coulées de boue survenues en 1982, 1999 et 2010 et par des mouvements de terrain en 1999 et 2010.

## Toponymie
Le nom du bourg pourrait dériver du mot "gaine" ou "gué", le territoire étant parcouru par plusieurs cours d'eau. Le nom pourrait provenir, aussi, de l'anthroponymie Waimus. Monts proviendrait du latin mons qui signifie mont.

## Histoire

### Moyen Âge
Monts est situé sur le point le plus haut du Loudunais, à 146 mètres d'altitude, sur une position élevée dominant les plaines alentour.
Cette position stratégique favorise l’édification d'un château fort. On pouvait d'ailleurs voir, au siècle dernier à un kilomètre à l'est du bourg actuel, une butte de terre appelée la Motte de Saulnais ; Rabelais en avait fait une dépatture de Gargantua. Les mottes servaient d'emplacement défensif du Xe siècle au XIIe siècle et comportaient souvent un donjon en bois et torchis entouré de palissades. En cas d'alerte, la population se rassemblait autour de ce donjon, dans la basse cour.
Au début du XIe siècle, un certain Grimault de Monts faisait un don au couvent de Guesnes pour se faire pardonner de l'usurpation de domaines. Au XIIIe siècle : à cette époque, le fief est entre les mains d'une importante famille du Loudunais, la famille Odart.  En 1306, Guy Odart prête hommage au seigneur de Bauçay pour sa terre de Monts. En 1313, le bailli de Touraine poursuit un chevalier Odart, qui prétendait posséder la haute justice sur la ville et le territoire de Monts, droit qui appartenait au roi, selon les conclusions d’une enquête. Le 17 août 1330, un autre Guy Odart, époux de demoiselle Guillemette de la Touche, fonda une chapelle Notre-Dame de la Chambaudière, chapelle disparue au XVIIe siècle.
C'est peut être ce même Guy Odart qui se distingua contre les Sarrazins d'Espagne et qui rapporta une fiole d'huile sainte, longtemps conservée dans l'église de Saint-Vincent.
Pendant la guerre de Cent Ans, le pays étant ravagé par les bandes anglaises, Guy Odart obtint des lettres de guet et garde pour son château de Monts, situé à une lieue et demie de Purnon, place occupée par les Anglais[Quand ?].
Au milieu du XVe siècle, le seigneur de Monts, Jean Odart étant mort sans postérité, c'est sa sœur Jeanne, épouse de Pierre de Brilhac, qui hérite de la seigneurie. La famille de Brilhac (de Brillac) possédait déjà un château à Argy, dans l'Indre.
En 1480, Louis XI, de passage dans le Loudunais, reste coucher une nuit au château de Monts. L'année suivante, le roi, réunissant la châtellenie de Loudun à la Couronne, en profite pour récompenser ses plus fidèles serviteurs : il érige en particulier la terre de Monts en châtellenie en faveur de Pierre de Brilhac, son majordome. L'érection en châtellenie supposait la faculté d'avoir un château, une haute justice avec fourches patibulaires et aussi le droit d'établir bailli, prévôt, châtelain, garde des sceaux, sergents, notaires et autres officiers nécessaires pour l'exercice de cette haute justice, ce qui donnait de l’importance au seigneur châtelain. Pierre de Brilhac en profite donc fin XVe siècle pour remanier le château et construire le logis principal attenant à la tour ronde.
Mais l'érection en châtellenie contenait une concession autrement importante pour la prospérité de Monts : c'est l'instauration des foires et marchés. Louis XI signale dans son document : "nous constatons que Monts est enclavé et environné par plusieurs gros villages et qu'il y a de bons revenus à cause de la fertilité du pays ; il y a donc lieu propice pour établir foires et marchés pour le bien et l'utilité du pays environnant". Les marchés se tenaient tous les samedis jusqu'en 2014 où le conseil municipal décida de le déplacer au vendredi pour relancer une fréquentation en baisse. Les foires, au nombre de quatre, avaient lieu les jours suivants : à la Saint-Nicolas (le 6 décembre), à la conversion de saint Paul (le 25 janvier), le second lundi de Carême et le 21 juin.

### Temps modernes
Au XVIe siècle, pendant la période de la Renaissance, les Brilhac font remettre leur château de Monts au goût du jour, en faisant percer au rez-de-chaussée quatre fenêtres, dont trois sont encore visibles.
Pendant les guerres de religion, un régiment protestant qui portait secours à Coligny en mauvaise posture à la bataille de Moncontour, pilla et incendia la chapelle Saint-Avertin et le feu ravagea une partie de la ville. C'est peut être ce même régiment qui en profite aussi pour visiter l'église de Saint-Vincent et pour détruire le tombeau de Guy Odart, où il était représenté en chevalier. Quelques années plus tard, la jeune veuve de René de Brilhac, Jacqueline de Savonnières, recevait à dîner et à coucher, Henri de Navarre, futur Henri IV.
En 1594, Jacqueline de Savonnières vendait la châtellenie de Monts à sa sœur, Louise de Savonnières, épouse de Martin (III) du Bellay (1571-1637), seigneur de Gizeux et prince d'Yvetot.
La terre de Monts ne resta dans la Famille du Bellay que pendant deux générations. Leur fils, le prince Charles (1599-1661), criblé de dettes, fut obligé de vendre la propriété en 1651.
Le 26 juillet 1651, Madeleine de Savonnières, veuve d'Isaac Frézeau, et leur gendre et cousin François Frezeau de la Frézelière, achètent la châtellenie en copropriété et la font ériger en marquisat en novembre 1655, c'est un second souffle donné à la ville de Monts.
Après la mort de François Frezeau en 1702, Jean-Angélique Frézeau de la Frézelière, son fils, devient marquis de Monts. Jean-Angélique est un brillant militaire, comme son père, mais il meurt de la fièvre pourpre en 1711 âgé de moins de quarante ans. À partir de cette date, la terre de Monts est en indivision entre Paule-Louise-Marie Briçonnet d'Oysonville, veuve de Jean-Angélique Frézeau, et leurs enfants mineurs. Cependant, les besoins d'argent se font cruellement sentir et Paule-Louise-Marie commence à prélever de l’argent sur l'héritage de ses enfants. Marie-Madeleine, une des filles, ne commence à toucher les revenus de la terre de Monts qu'à partir de 1727, mais il va falloir attendre le décès de la mère et de trois des enfants pour que le partage puisse être enfin prononcé le 6 juin 1753 : les terres de Monts et de Maulay revenant à Marie-Madeleine Frézeau, épouse du marquis Nicolas VI Doublet de Persan (1691-1757),, et le reste de l'héritage à son frère Hilarion, marquis de la Frézelière.
Mais Marie-Madeleine meurt un an et demi plus tard, le 17 janvier 1755. Les domaines de Monts et de Maulay sont attribués à son fils, Anne-Nicolas Ier Doublet le 20 février 1756 (1728-1816 ; marquis de Persan, futur protecteur de Théroigne de Méricourt et promoteur des hôtels de Persan à Paris en 1771). Anne-Nicolas II Doublet de Persan (1753-1828/1829), fils du précédent, propriétaire de la terre de Monts par la donation que son père lui en avait faite, tant par contrat de mariage du 11 janvier 1779, que par acte du 11 février 1789, vendait cette terre, avec le consentement des créanciers, le 7 octobre 1791, à Jean-Pierre Gravier, citoyen de Paris.

### Révolution française
Pendant ce temps, la population de Monts-sur-Guesnes accueille favorablement les avancées de la Révolution française, comme le reste de la France. Elle plante ainsi son arbre de la liberté, symbole de la Révolution. Il devient le lieu de ralliement de toutes les fêtes et des principaux événements révolutionnaires, comme la fête de la Liberté, l’anniversaire de la proclamation de la République (22 septembre 1792) ou la célébration de l’anniversaire de l’exécution de Louis XVI.

## Politique et administration

### Liste des maires
| Période       | Période                  | Identité               | Étiquette | Qualité |
| ------------- | ------------------------ | ---------------------- | --------- | --- |
| 1792          | 1796                     | Pierre Vincent         |           | |
| 1796          | 1813                     | Jean-Baptiste Bernier  |           | |
| 1813          | 1816                     | Baltazard Gravier      |           | |
| 1816          | 1827                     | Jean-Baptiste Bernier  |           | |
| 1827          | 1830                     | François Archimbault   |           | |
| 1830          | 1832                     | Édouard Lesage         |           | |
| 1832          | 1847                     | Jean-Baptiste Sertier  |           | |
| 1847          | 1848                     | Édouard Lesage         |           | |
| 1848          | 1852                     | Ludovic Béranger       |           | |
| 1852          | 1865                     | Édouard Lesage         |           | |
| 1865          | 1871                     | Jean-Baptiste Sertier  |           | |
| 1871          | 1877                     | Denis-Clément Guiet    |           | |
| 1877          | 1886                     | Justin Pichot          |           | |
| 1886          | 1888                     | Paul Guiet             |           | |
| 1888          | 1926                     | François Millet-Pichot |           | |
| 1926          | 1928                     | Georges Millet         |           | |
| 1928          | 1946                     | Paul Raud              |           | |
| 1946          | 1947                     | Maurice Delagarde      |           | |
| 1947          | 1957                     | Paul Raud              |           | |
| 1957          | 1965                     | Maurice Pichot         |           | |
| 1965          | 1971                     | Remy Moinard           |           | |
| 1971          | 1977                     | Mary Delachaume        |           | |
| 1977          | 1989                     | Remy Moinard           |           | |
| 1989          | 2001                     | Chantal Hartl          | DVD       | |
| mars 2001     | avril 2015               | Bruno Belin            | UMP       | Pharmacien à Monts-sur-Guesnes, conseiller général du canton de Monts-sur-Guesnes (2001-2015), président de la communauté de communes, conseiller départemental du canton de Loudun et depuis 2015, président du conseil départemental de la Vienne depuis 2015 |
| avril 2015    | octobre 2015 (démission) | Alain Fraudeau         |           | |
| octobre 2015  | décembre 2015            | Bruno Belin            | LR        | Pharmacien de Monts-sur-Guesnes (1er adjoint) faisant fonction de maire |
| décembre 2015 | juin 2022 (démission)    | Alain Bourreau         | LR        | Retraité |
| juin 2022     | En cours                 | Olivier Briand         |           | Fonctionnaire au ministère de l'Agriculture |

### Instances judiciaires et administratives
La commune relève du tribunal d'instance de Poitiers, du tribunal de grande instance de Poitiers, de la cour d'appel  de Poitiers, du tribunal pour enfants de Poitiers, du conseil de prud'hommes de Poitiers, du tribunal de commerce de Poitiers, du tribunal administratif de Poitiers et de la cour administrative d'appel  de  Bordeaux,  du tribunal des pensions de Poitiers, du tribunal des affaires de la Sécurité sociale de la Vienne, de la cour d’assises de la Vienne.

### Services publics
Les réformes successives de La Poste ont conduit à la fermeture de nombreux bureaux de poste ou à leur transformation en simple relais. Toutefois, la commune a pu maintenir le sien.

### Jumelages
Monts-sur-Guesnes est jumelée avec Momignies (Belgique).

## Démographie
L'évolution du nombre d'habitants est connue à travers les recensements de la population effectués dans la commune depuis 1793. Pour les communes de moins de 10 000 habitants, une enquête de recensement portant sur toute la population est réalisée tous les cinq ans, les populations de référence des années intermédiaires étant quant à elles estimées par interpolation ou extrapolation. Pour la commune, le premier recensement exhaustif entrant dans le cadre du nouveau dispositif a été réalisé en 2005.

En 2022, la commune comptait 917 habitants, en évolution de +9,56 % par rapport à 2016 (Vienne : +0,6 %, France hors Mayotte : +2,11 %).
| 1793 | 1800 | 1806 | 1821 | 1831 | 1836 | 1841 | 1846 | 1851 |
| ---- | ---- | ---- | ---- | ---- | ---- | ---- | ---- | ---- |
| 645  | 689  | 681  | 646  | 850  | 828  | 841  | 890  | 859  |

| 1856 | 1861 | 1866 | 1872 | 1876 | 1881 | 1886 | 1891 | 1896 |
| ---- | ---- | ---- | ---- | ---- | ---- | ---- | ---- | ---- |
| 864  | 916  | 923  | 884  | 867  | 967  | 935  | 885  | 882  |

| 1901 | 1906 | 1911 | 1921 | 1926 | 1931 | 1936 | 1946 | 1954 |
| ---- | ---- | ---- | ---- | ---- | ---- | ---- | ---- | ---- |
| 846  | 859  | 844  | 745  | 814  | 735  | 722  | 749  | 772  |

| 1962 | 1968 | 1975 | 1982 | 1990 | 1999 | 2005 | 2006 | 2010 |
| ---- | ---- | ---- | ---- | ---- | ---- | ---- | ---- | ---- |
| 801  | 713  | 653  | 642  | 620  | 641  | 639  | 626  | 704  |

| 2015 | 2020 | 2022 | - | - | - | - | - | - |
| ---- | ---- | ---- | - | - | - | - | - | - |
| 811  | 916  | 917  | - | - | - | - | - | - |

En 2008, selon l’Insee, la densité de population de la commune était de 57 hab./km2 contre 61 hab./km2 pour le département, 68 hab./km2 pour la région Poitou-Charentes et 115 hab./km2 pour la France.

## Économie
Selon la direction régionale de l'Alimentation, de l'Agriculture et de la Forêt de Poitou-Charentes, il n'y a plus que 10 exploitations agricoles en 2010 contre 11 en 2000.
Les surfaces agricoles utilisées ont diminué et sont passées de 468 hectares en 2000 à 400 hectares en 2010. 65 % sont destinées à la culture des céréales (blé tendre essentiellement mais aussi orges), et 19 % pour les oléagineux (tournesol).

## Culture locale et patrimoine

### Lieux et monuments

#### Patrimoine civil
- La plupart des bâtiments de Monts-sur-Guesnes sont des bâtiments du XIXe siècle. Certains de ces bâtiments ont été rénovés comme le château qui est maintenant devenu la mairie et une bibliothèque.
- Le château de Monts

La seigneurie de Monts est mentionnée dès le XIIe siècle. En 1480, Louis XI remercie pour son accueil la famille Brilhac, seigneur des lieux de 1429 à 1589 en lui offrant le titre de châtellenie pour son domaine. En conséquence, vers 1500, les Brilhac décident de modifier l'édifice défensif médiéval. Les constructions et les décors ajoutés à cette époque hésitent encore entre le vocabulaire de style gothique et celui de la Renaissance. En effet, choux frisés et gâbles côtoient chapiteaux à putti et coquillages.
Le château est victime d'effondrements dans les années 1970. Son propriétaire cède pour un Franc symbolique la tour ronde à la Commune, qui rachète le logis central. La commune y effectue d'importants travaux de restaurations et y installe la mairie dans les années 1990. De nouvelles réhabilitations sont lancées à partir de 2013 dans les ailes Nord et Ouest et dans la tour à mâchicoulis achetés à leur tour par la municipalité.
La chapelle et l'enceinte du château sont classées comme monument historique en 1979.
L'édifice est en belles pierres blanches de tuffeau. Le style gothique est représenté par la façade nord richement ouvragée et la tour de l'escalier rajoutée vers 1500. L'escalier est accessible grâce à une belle porte ouvragée donnant sur la cour du château. La porte est de style gothique. L'escalier est en vis à l'intérieur de la tourelle polygonale. Elle est ornée à l'intérieur et sur chacun de ses pans d'une frise sculptée composée d'animaux et de feuilles de vigne évoquant une scène de chasse. Sur l'un des pans, la frise représente un homme et son chien dont le mouvement évoque la course après le gibier.
On peut découvrir, aussi, une belle tour de guet et une charpente de grande facture. Il fait l'objet d'importants travaux de restauration en 2021 et 2022 par l’agence Michel Goutal, architecte en chef des monuments historiques.
- Le château de Purnon, de la fin du XVe siècle, dans la commune voisine de Verrue.

#### Patrimoine religieux

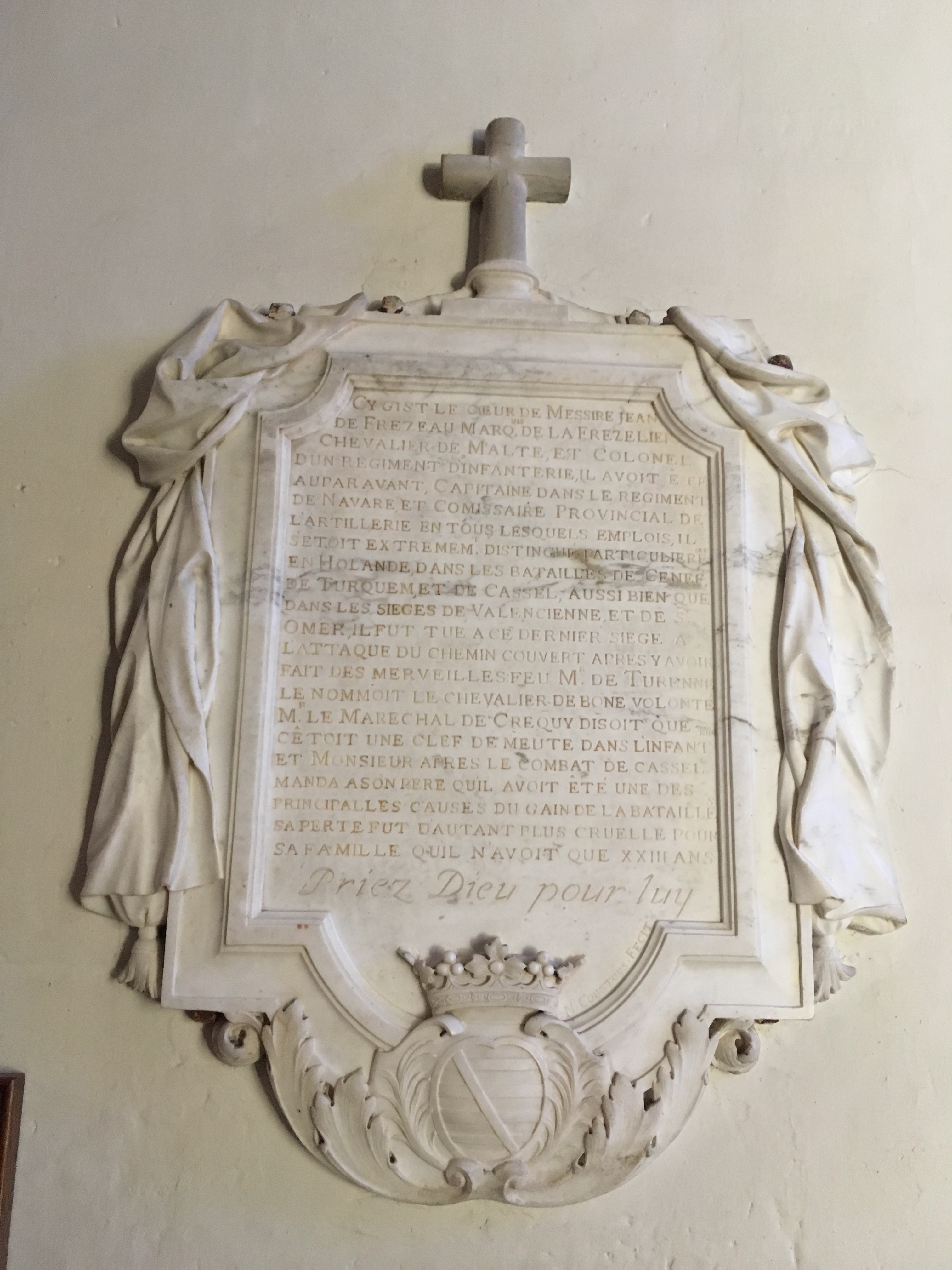
Une des trois épitaphes citées au texte

L'église Saint-Laurent-et-Saint-Hilaire est composée de deux nefs datant de deux époques différentes. Celle de gauche date de 1717 et constitue, jusqu'au XIXe siècle, la chapelle du château. En 1810, elle devient église paroissiale. L'église est alors agrandie par la création d'une deuxième nef. Le porche est de la fin du XXe siècle. L'église abrite trois épitaphes en marbre de Carrare dédiées à des membres de la famille Frézeau de la Frézelière. L'une d'elles est de Nicolas Coustou (1658-1733).

### Équipement culturel
La salle de spectacle La Montjoie est une salle auto-construite, par les habitants, après l’incendie de la salle précédente, en 1938. Elle est bâtie immédiatement à proximité du château. Elle a servi de salle polyvalente jusqu’en 1991. Après une totale réhabilitation, la salle accueille de nouveau divers types de spectacles (théâtre, concert, cinéma...) depuis le 1er octobre 2011,.

### Personnalités liées à la commune
- Étienne Pichot (1781-1867) est un grognard de l'armée napoléonienne. Il a parcouru plus de 10 000 km à pied entre 1803 et 1815. Il a participé à la campagne d’Italie, puis à celle de Croatie.  Il appartenait alors au 60e régiment de ligne. Puis il reste en garnison à Raguse, jusqu'en 1810. À cette date, il rentre à pied à Toulon en réalisant en 30 jours 1 500 km. Il intègre alors le 1er régiment de chasseurs de la vieille Garde. C’est un corps d’élite. Pour en faire partie, il fallait non seulement avoir participé à trois campagnes, être distingué pour un exploit et bien entendu avoir eu une conduite exemplaire. Mais il fallait aussi être grand (1,76 m) et savoir lire et écrire. C’est ainsi qu'en tant que soldat d’élite il participa à la campagne de Russie et notamment, qu’il survivra au passage de la Bataille de la Bérézina. Il parcourut, au cours de cette retraite, dans des conditions effroyables (attaques constantes des cosaques et des partisans, froid, faim…), 50 km par jour. Il fut placé ensuite sous les ordres du général Cambronne (1770-1842). Il participa ainsi à toutes les dernières batailles de la fin de l’Empire jusqu’à la bataille de Waterloo. Dès le retour des Bourbon au pouvoir et l’instauration de la Restauration, il est congédié. Il devient marchand à Mons, se marie et a trois enfants. Il est décoré de la médaille de Sainte-Hélène.
- Justin Pichot (petit-neveu d'Étienne Pichot), maire de Monts-sur-Guesnes de 1882 à 1886,
- François Millet Pichot (petit cousin d'Étienne Pichot), maire de Monts-sur-Guesnes de 1886 à 1900,
- Paul Raud  (arrière petit-fils d'Étienne Pichot), maire de Monts-sur-Guesnes de 1928 à 1946 et de 1947 à 1956,
- Maurice Pichot (arrière-arrière-petit-neveu d'Étienne Pichot), maire de Monts-sur-Guesnes de 1957 à 1965.
- François Crouzet (1922-2010), historien, spécialiste de la Grande-Bretagne, professeur à la Sorbonne.

### Héraldique
| Blason | Blasonnement : Burelé d'argent et de gueules de dix pièces, à la cotice d'or brochant sur le tout. Commentaires : Le blason de la commune reprend les armoiries de la famille Frézeau de la Frézelière qui fut propriétaire du château à partir de 1651. |